# John Pescatore
John Pescatore, né le 2 février 1964 à Cocoa Beach, est un rameur d'aviron américain. 

## Carrière
John Pescatore participe aux Jeux olympiques de 1988 à Séoul et remporte la médaille de bronze avec le huit américain composé de Mike Teti, Jonathan Smith, Ted Patton, John Rusher, Peter Nordell, Jeffrey McLaughlin, Doug Burden et Seth Bauer.